# (4378) Voigt
(4378) Voigt es un asteroide perteneciente al cinturón de asteroides, descubierto el 14 de mayo de 1988 por Werner Landgraf desde el Observatorio de La Silla, Chile.

## Designación y nombre
Designado provisionalmente como 1988 JF. Fue nombrado Voigt En honor al astrónomo alemán Hans-Heinrich Voigt, director del observatorio de Gotinga.

## Características orbitales
Voigt está situado a una distancia media del Sol de 2,676 ua, pudiendo alejarse hasta 3,332 ua y acercarse hasta 2,020 ua. Su excentricidad es 0,245 y la inclinación orbital 10,98 grados. Emplea 1599 días en completar una órbita alrededor del Sol.

## Características físicas
La magnitud absoluta de Voigt es 11,7. Tiene 10,776 km de diámetro y su albedo se estima en 0,351.